# Ulrich Müller (Historiker)
Ulrich Eugen Müller (* 16. Januar 1942 in Stuttgart) ist ein deutscher Historiker. Er war seit 1990 Fachleiter, später Professor für Geschichte mit Gemeinschaftskunde am Staatlichen Seminar für Schulpädagogik (Berufliche Schulen) in Stuttgart.

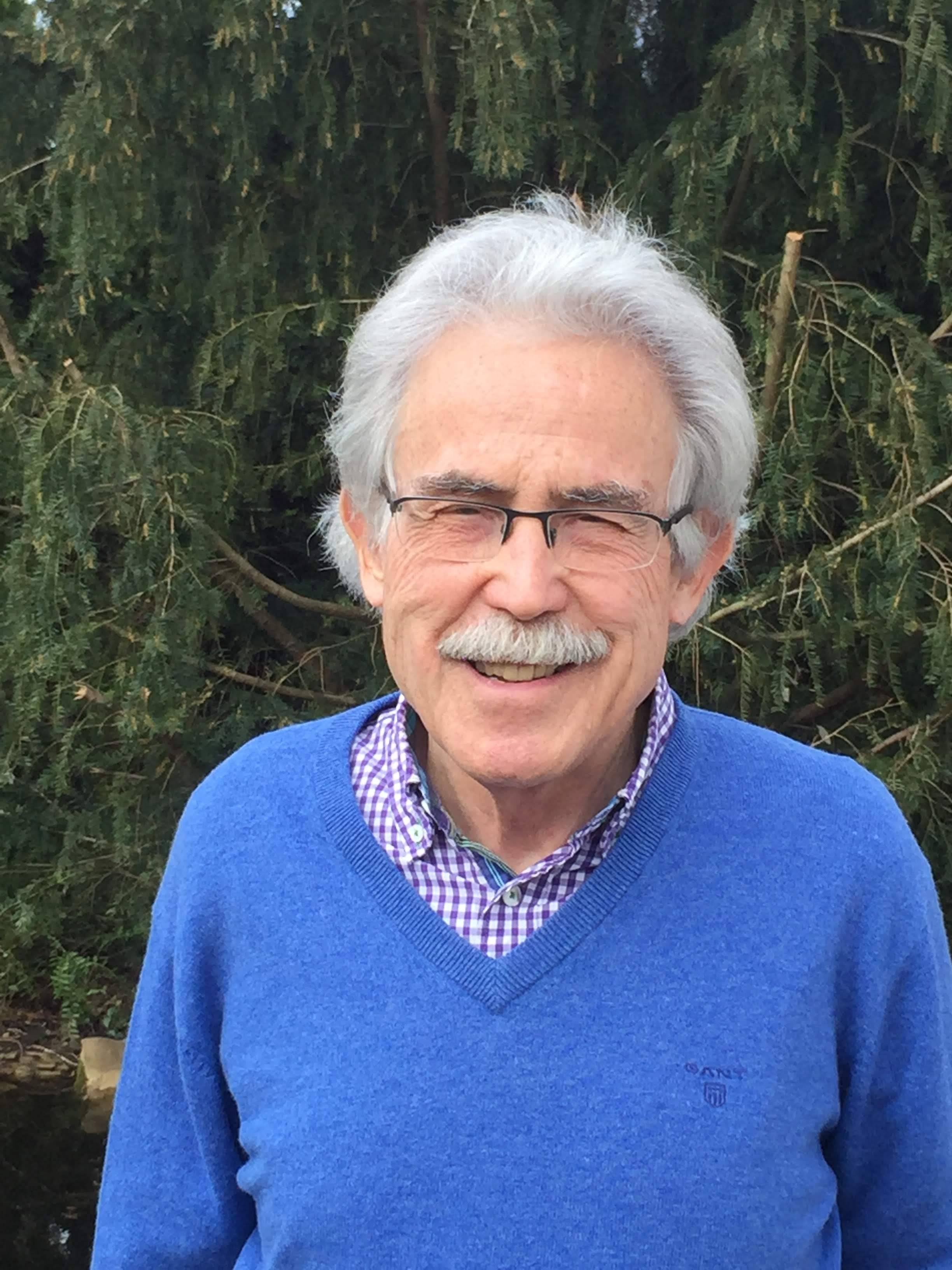
Ulrich Müller (2020)

## Leben
Nach dem Abitur in Stuttgart belegte er ein Studium der Geschichte, Germanistik und Politischen Wissenschaft in Tübingen, Göttingen und Heidelberg. Die Promotion war in Tübingen bei Hansmartin Decker-Hauff über ein landesgeschichtliches Thema. Im Schuldienst tätig war er in Stuttgart und Kirchheim/Teck, seit 1973 in Schwäbisch Gmünd an der Gewerblichen Schule mit Technischem Gymnasium. Ab 1990 war er Fachleiter, später Professor, für Geschichte mit Gemeinschaftskunde am Staatlichen Seminar für Schulpädagogik (Berufliche Schulen) in Stuttgart. Neben fachdidaktischen Veröffentlichungen verfasste er Monografien und Aufsätze zur neueren Geschichte der Stadt Schwäbisch Gmünd.

## Veröffentlichungen
- Fremde in der Nachkriegszeit – Displaced Persons in Stuttgart und Württemberg-Baden 1945–1951, Klett-Cotta 1990, 173 S.
- Vom Musketier zum GI. Geschichte der Gmünder Garnisonen. Einhorn–Verlag 2003, 139 S.
- Zusammen mit Klaus Jürgen Herrmann: Kleine Geschichte der Stadt Schwäbisch Gmünd. DRW-Verlag 2006, 221 S.
- Verlorene Heimat – gewonnene Heimat. Die Vertriebenen in Schwäbisch Gmünd und im Ostalbkreis. Prade Media, Schwäbisch Gmünd, 2016, 289 S.
- Schwäbisch Gmünd unterm Hakenkreuz. Einhorn–Verlag, Schwäbisch Gmünd 2017, 195 S.
- Fremdarbeiter, Zwangsarbeiter und Displaced Persons in Schwäbisch Gmünd zwischen 1940 und 1950 (= Veröffentlichungen des Stadtarchivs Schwäbisch Gmünd. 17). Einhorn-Verlag, Schwäbisch Gmünd 2021, 260 S.